# 501e régiment de chars de combat
Pour les articles homonymes, voir 501e régiment.
Le 501e régiment de chars de combat est une unité de chars, créée le 13 mai 1918 pendant la Première Guerre mondiale.
Premier des régiments de l'artillerie spéciale puis des chars de combat, il est dissous au début de la Seconde Guerre mondiale. Recréé en 1943 à partir des unités de chars de la France libre, il participe notamment à la libération de la France au sein de la 2e division blindée du général Leclerc.
Amalgamé un temps au 503e RCC avec lequel il forme le 501e-503e régiment de chars de combat, le régiment, stationné à Mourmelon, a repris son nom le 23 juin 2009.

## Création et différentes dénominations
- 1916 : création de l'artillerie spéciale
- 1918 : création du 501e régiment d'artillerie spéciale (501e RAS)
- 1920 : renommé 501e régiment de chars blindés (501e RCB)
- 1923 : renommé 501e régiment de chars de combat (501e RCC)
- 1939 : le régiment est dissous
- 1940 : formation de la 1re compagnie de chars des FFL
- 1943 : nouvelle création du 501e RCC à partir des compagnies de chars FFL
- 1994 : amalgamé au 503e RCC, il devient le 501e-503e régiment de chars de combat (501e-503e RCC)
- 2009 : dissolution du GE 503, le régiment reprend le nom de 501e RCC

## Chefs de corps
- 1918 : Chef d'escadron puis Lt-colonel Velpry
- 1939 : Colonel Salvagnac
- 08.08.1944/02.09.1944 : Colonel Warabiot
- 02.09.1944/25.03.1945 : Colonel Cantarel*****
- 25.03.1945/.......... : Lt-colonel Delepierre
- 01.03.1947/23.04.1950 : Colonel Georges Lesage
- 1958 : Lt-colonel François de Torquat
- 1961 : Lalo
- 1963 : Fournier
- 1965 : Y. Michaut
- 1968 : Philiponnat
- 1970 : Lewin
- 1972 : Colonel de la Rochette de Rochegonde
- 1974 : Colonel Courtois
- 1976 : Colonel Espieux
- 1978 : Colonel Arnold ***
- 1980 : Colonel Bouchet
- 1982 : Colonel Genest
- 1984 : Colonel Guinard
- 1986 : Colonel Roux
- 1988 : Colonel de Fontaine
- 1990 : Colonel Aumonier **
- 1992 : Colonel  Cuche *****
- 1994 : Colonel Vauvillier
- 1996 : Colonel Proust
- 1998 : Colonel de Castelbajac
- 2000 : Colonel Maguin **
- 2002 : Colonel Temporel
- 2004 : Colonel Pesqueur
- 2006 : Colonel Bossion
- 2008 : Colonel Gelfi
- 2009 : Colonel Nimser ***
- 2010 : Colonel Reichert
- 2012 : Colonel Charpy ***
- 2014 : Colonel Mary
- 2016 : Colonel Dufilhol **
- 2018 : Colonel Colombani
- 2020 : Colonel Oldra
- 2022 : Colonel Leroy
- 2024 : Colonel Clément

## Historique des garnisons, campagnes et batailles

### Première Guerre mondiale

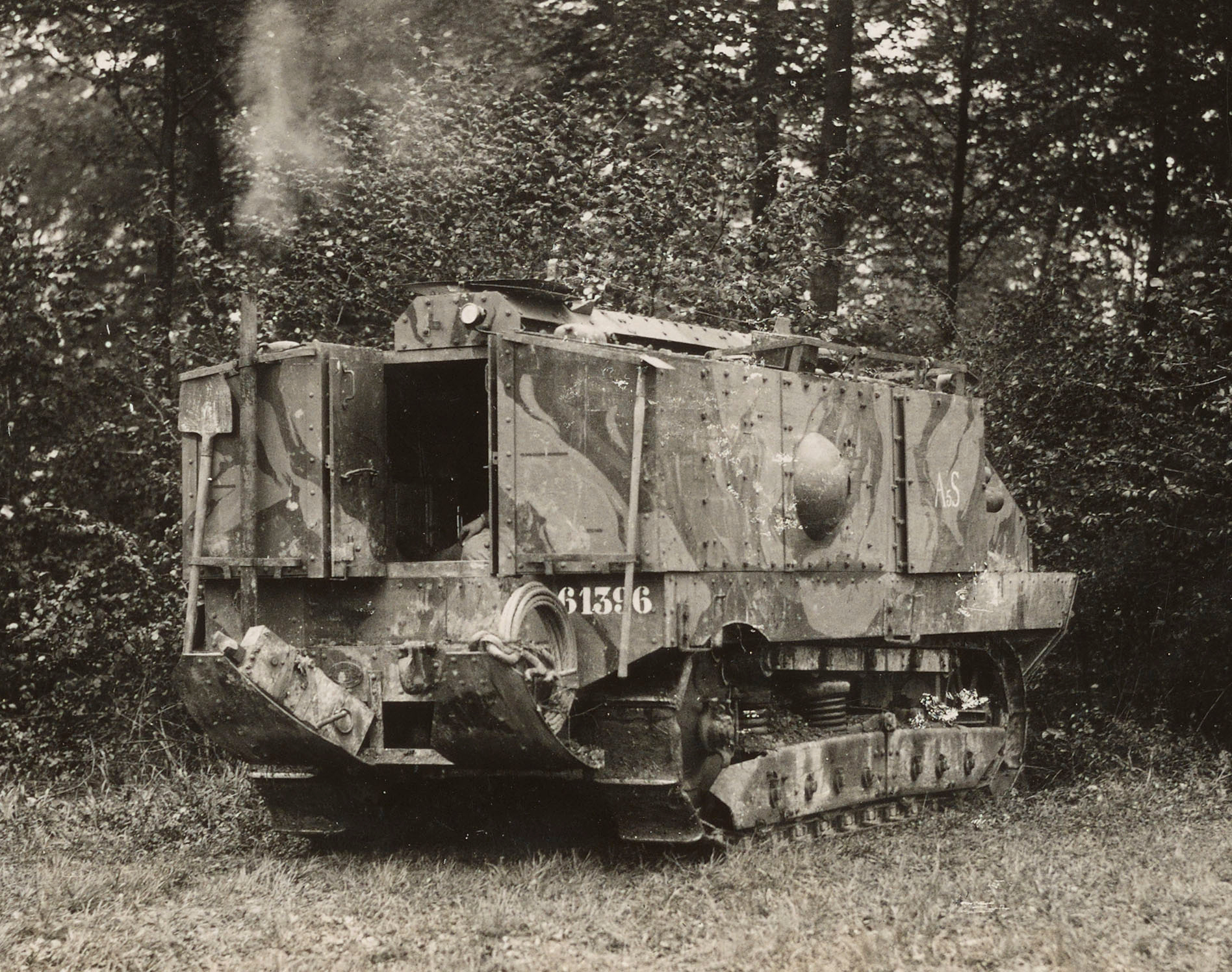
Char Schneider du groupement AS I en mai 1918

Le 16 avril 1917, sous les ordres du chef d'escadron Bossut, 132 chars Schneider attaquent à Berry-au-Bac. À partir de ce premier groupement de chars, est créé le 20 mai 1918, le 501e régiment d'artillerie d'assaut (501e RAS).
Il était composé initialement du groupement I constitué de chars Schneider et des 1er et 2e bataillons de chars légers (1er et 2e BCL), créés respectivement les 19 février et 18 mars 1918 au camp de Champlieu, et équipés de chars Renault FT. Le 3e bataillon de chars légers, formé le 27 mars à Champlieu, est initialement affecté au 508e RAS puis est transféré au 501e à compter du 29 mai 1918.
Chaque bataillon de chars légers comprenait trois compagnies numérotées à partir de 301. La composition du régiment est donc la suivante fin mai 1918 :
- Commandant : chef de bataillon Velpry

- Groupement I (chef d'escadron de Forsanz)
  - SRR 106 (section de réparation et de ravitaillement)
  - 2 compagnies du 262e RI
  - Groupes 2, 4, 5 et 9 de chars Schneider CA1
- 1er BCL (capitaine Goubernard)
  - compagnies AS 301, 302, 303
- 2e BCL (capitaine Wattel)
  - compagnies AS 304, 305, 306
- 3e BCL (chef de bataillon Peraldi)
  - compagnies AS 307, 308, 309

### Entre-deux-guerres
Fin 1918, le régiment, maintenant constitué d'une compagnie hors-rang, de trois bataillons de chars légers (type FT) et d'un groupement de chars lourds Mark V, est regroupé dans la région de Verberie et Senlis.

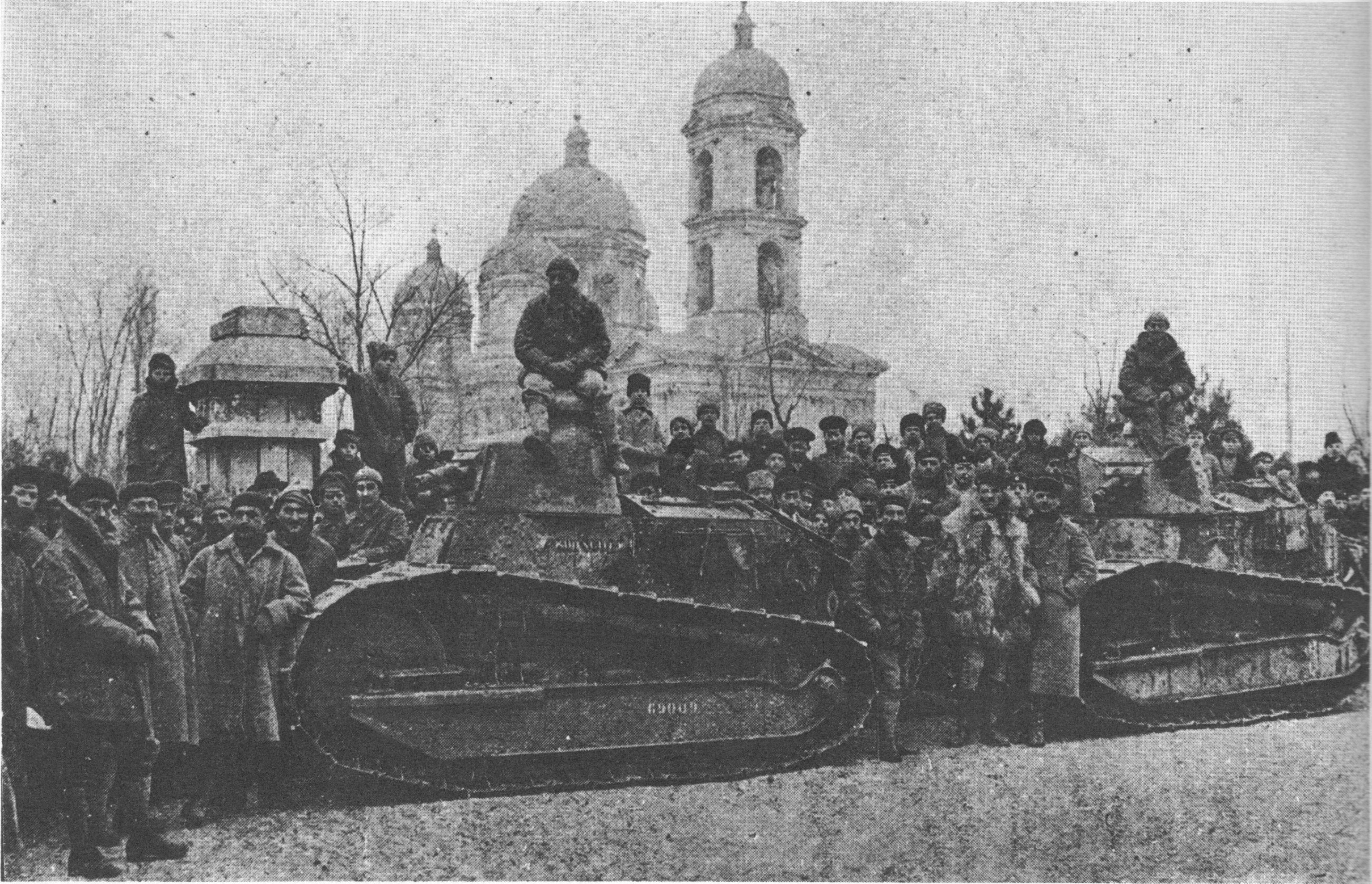
Chars FT du RAS (AS 303) à Odessa en 1919.

La compagnie AS 303, arrivée à Salonique en octobre 1918, est engagée au sein de l'armée de l'Orient en Crimée où elle contient la révolution bolchévique jusqu'en mai 1919. Elle perd six de sa vingtaine de chars FT lors des combats en février-mars 1919. Le reste du 1er bataillon de chars légers rejoint l'armée du Danube en juin.
Les 2e et 3e bataillons de chars légers s'installent à Tours en juillet 1919, tandis que le groupement de chars lourds va à Châteaudun. Le 1er bataillon de chars légers, après avoir cédé son matériel à l'Armée roumaine arrive à Tours en novembre 1919. Seule la compagnie AS 303 reste à l'armée d'Orient dans la région de Constantinople et est rattachée à la division de marche d'Orient puis au corps d'occupation de Constantinople. Elle rejoint le Levant français en 1922 et devient la 40e compagnie du 61e bataillon de chars légers.

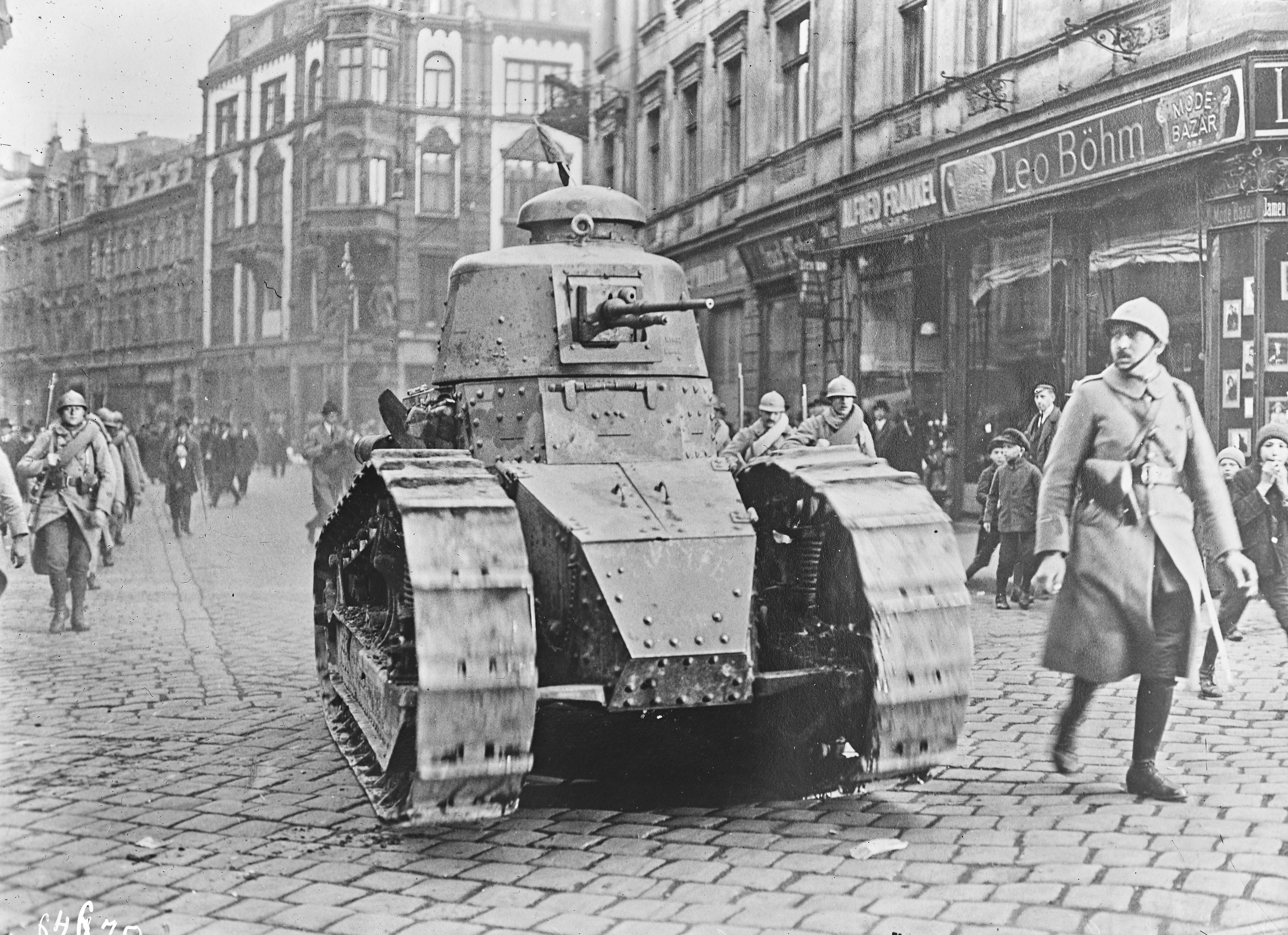
Char FT en Haute-Silésie début 1921.

Par décision du 13 mai 1920, le régiment prend le nom de 501e régiment de chars blindés car les chars cessent d'être rattachés à l'artillerie mais passent sous la direction de l'infanterie. Fin 1920, la compagnie AS 304 est envoyée en Silésie à l'approche du plébiscite de Haute-Silésie (elle rentrera en juillet 1922).
En avril 1922, le groupement lourd et ses Mark V passent au 508e régiment de chars de Châlons-sur-Marne. En juillet, les bataillons perdent leur appellation propre puis les compagnies sont renumérotées de 1 à 9.
Le régiment prend son nom définitif, 501e régiment de chars de combat, en 1923. Le 1er avril 1923, les 7e à 9e compagnies (IIIe bataillon) rejoignent le 516e RCC créé à Lunéville.
Le régiment conserve ses chars FT jusqu'à leur remplacement par des Renault R35 en 1937.

### Seconde Guerre mondiale

#### Dissolution du régiment
Lorsque la Seconde Guerre mondiale éclate, le 501e RCC est dissous et forme quatre bataillons de chars : les 1er et 2e BCC, respectivement issus des 1er et 2e bataillons du 501e RCC et comprenant chacun 45 chars Renault R35, et les 30e et 31e BCC formés à partir de réservistes et équipés de 63 chars FT provenant de stocks de réserve. Tandis que les 1er, 2e et 31e BCC rejoignent administrativement le groupe de bataillons de chars (GBC) 501 et sont affectés à la 5e armée, le 30e BCC rejoint le GBC 520 de la 3e armée.

Insignes des BCC issus du.
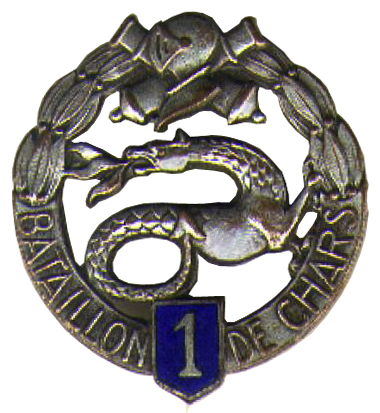
Insignes des BCC issus du 501e RCC.
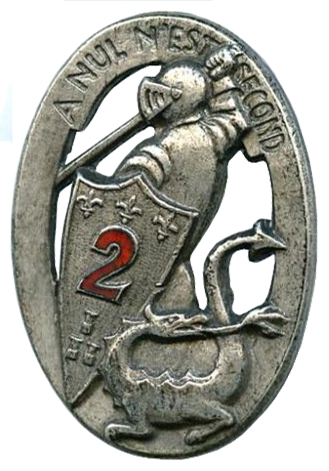
1er BCC.
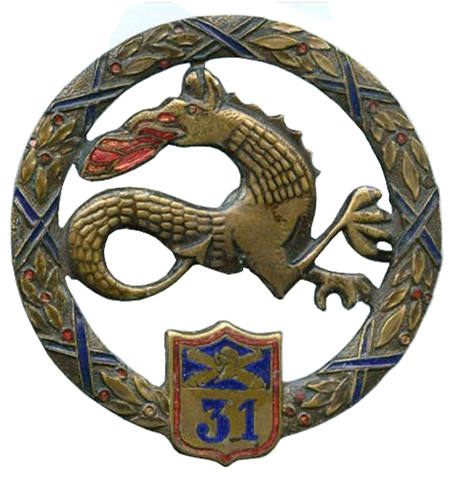
2e BCC.
- 31e BCC.

#### Compagnies de chars de la France libre

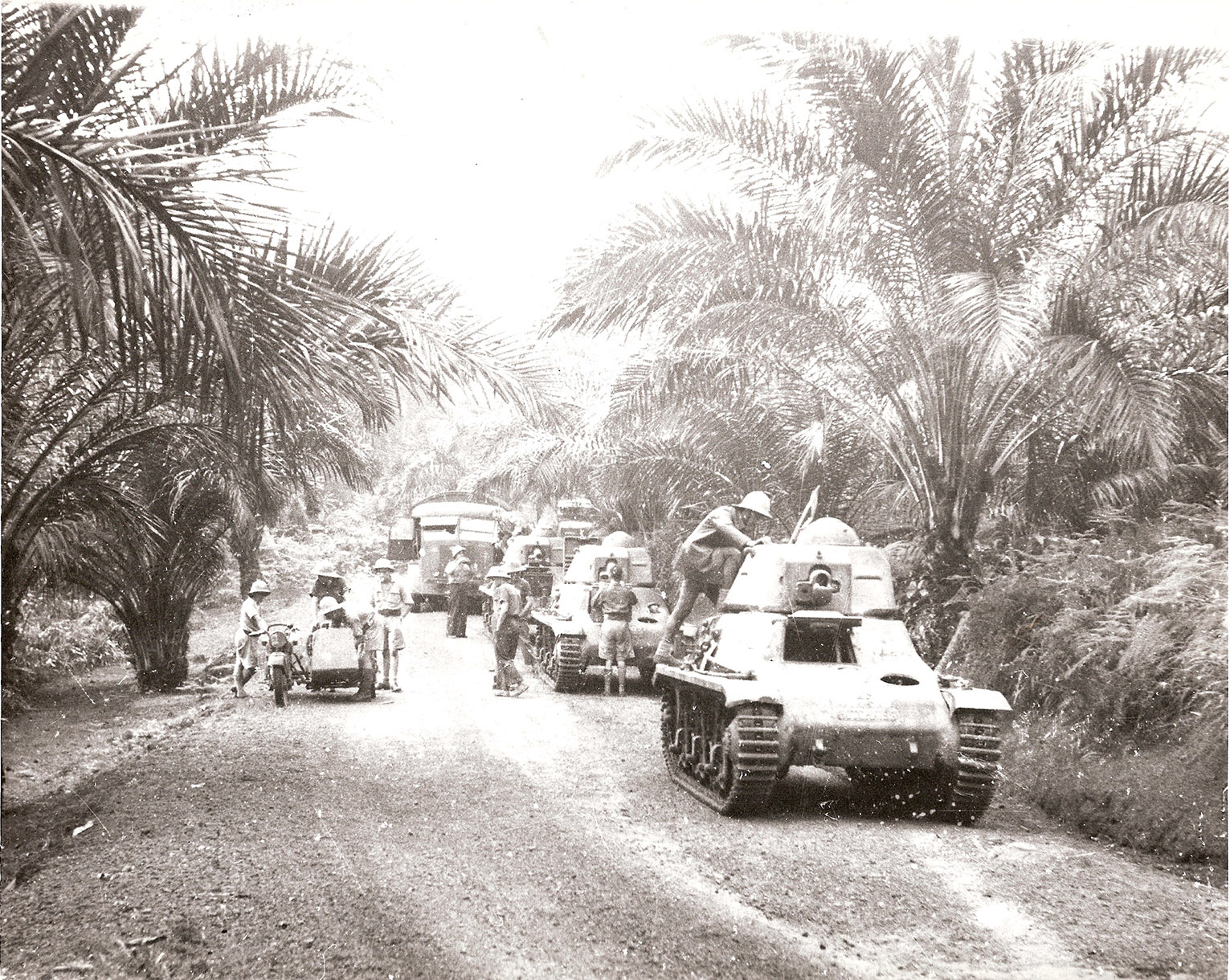
La 1re compagnie de chars de combat de la France libre durant la campagne du Gabon.

À partir de la 342e compagnie autonome de chars de combat de retour de Narvik, dont une quinzaine de volontaires rejoignent la France libre, va être donné naissance à la 1re compagnie autonome de chars de la France libre et participe à la campagne du Gabon. En 1941, elle est engagée dans les combats de Syrie avec ses chars H39 d'origine puis sert en 1942 dans les rangs de la VIII armée Britannique qui opérait à partir de l'Égypte. Équipée du char de combat Britannique Crusader, la compagnie appartient alors à la "colonne volante" avec les spahis du 1er RMSM et participe à la grande bataille d'El Alamein. En 1943, elle participe à la bataille de Medenine.

#### Nouvelle formation

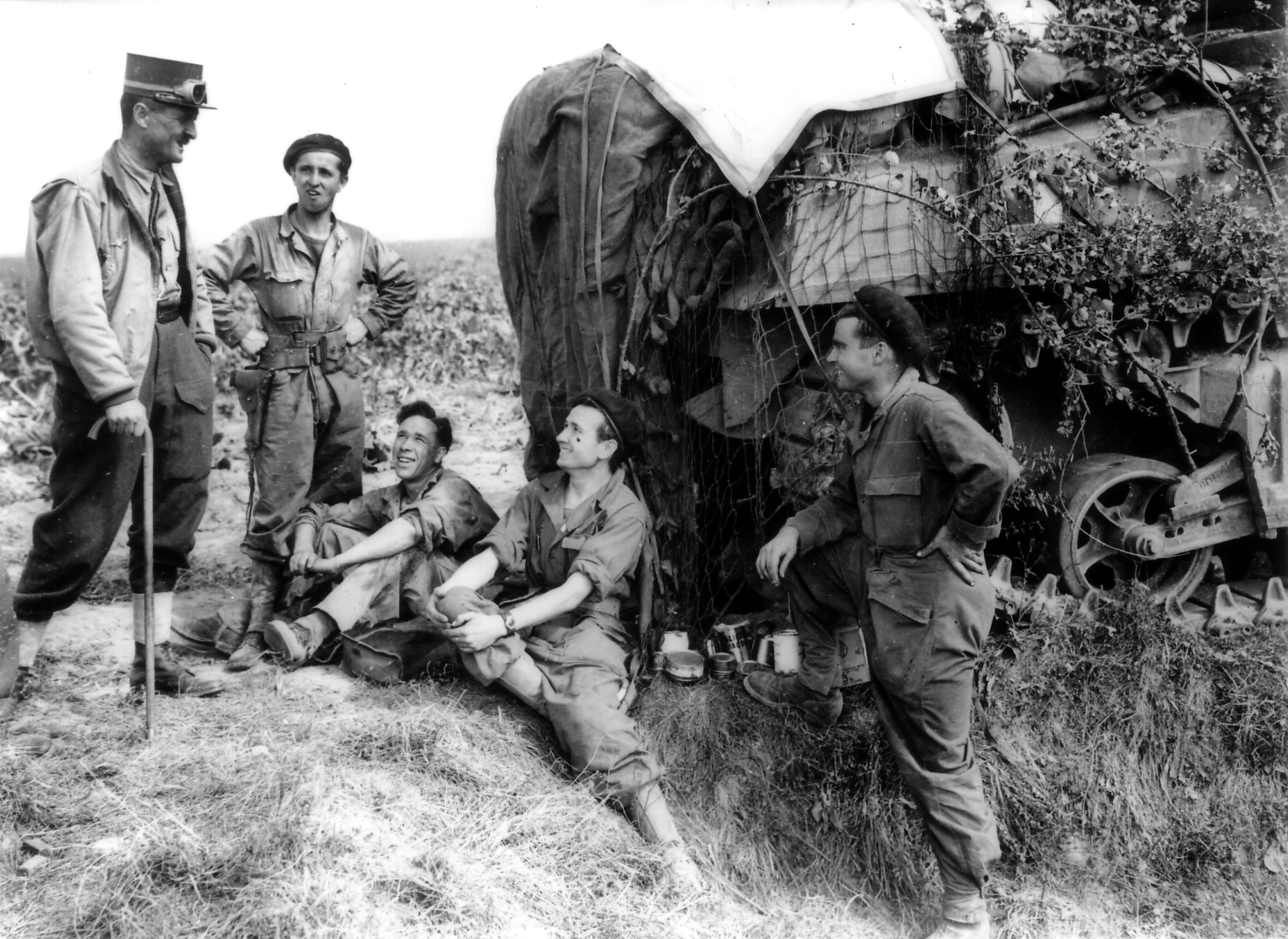
Le général Leclerc discute avec des soldats du RCC en 1944.

Les 2e et 3e compagnies de chars des FFL, créées en 1941, fusionnent le 1er juillet 1943 avec la 1re compagnie pour reconstituer le régiment à Sabratha en Tripolitaine (le régiment s'articule alors en quatre compagnies de combat).

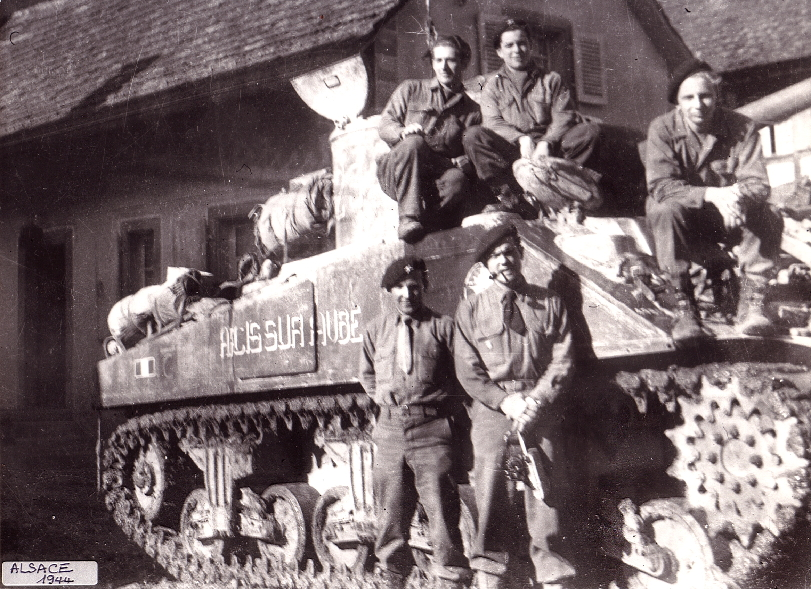
Le char Arcis-sur-Aube et son équipage (campagne d'Alsace, décembre 1944).

Après avoir rejoint l'Angleterre avec la 2e DB, en avril 1944, le 501e débarque le 3 août, aux Bancs de Grand Vey, sur la côte nord-est de Carentan. Il entreprend alors une marche victorieuse jalonnée par la libération de Paris les 24 et 25 août 1944, puis celle de Strasbourg.
Le régiment finit la campagne en pénétrant, le 5 mai 1945, dans Berchtesgaden où il s'empare du Berghof, demeure préférée de Hitler. En 10 mois de campagne, le régiment a infligé aux troupes de l'Axe les pertes suivantes : 78 chars, 90 canons, 150 véhicules et fait plus de 6 000 prisonniers, dont le général von Choltitz, qui commandait les troupes allemandes à Paris.
Il reçoit du commandement américain la « Presidential Unit Citation ».
À la fin de la campagne, le général Leclerc dira « Jamais le 501e ne m'a déçu ». 25 hommes ayant appartenu aux compagnies de chars de la France libre et au 501e RCC ont été nommés compagnon de la Libération.

### De 1945 à nos jours
Une compagnie de marche, constituée le 1er septembre 1945 avec des volontaires du 501e RCC mais aussi des 12e cuirassiers et 12e chasseurs d'Afrique, embarque pour l'Indochine avec le Groupement de marche de la 2e division blindée. Formée de trois sections de six chars légers M5A1, elle opère en Cochinchine puis au Tonkin. La compagnie est dissoute dès novembre 1946, en même temps que le reste du groupement,,.
Le régiment lui-même s'installe à Alençon en novembre 1945 puis à Rambouillet en mai 1946. Il est engagé en Centre Europe (Guerre Froide), Sénégal (1982), Liban (1984), République centrafricaine (depuis 1985), et Yougoslavie (à partir de 1992?).
Le 12 novembre 1970, un détachement du régiment est présent à Colombey les Deux Églises pour prendre part aux obsèques du général de Gaulle, honneur partagé avec deux autres unités de l'armée seulement : le 1er régiment de fusiliers marins (Lorient) et le régiment de chasse 2/30 Normandie-Niémen (Reims).
Le 1er septembre 1990, le chef d'état-major de l'armée de terre décidait de créer à titre expérimental, à partir du 4e régiment de dragons et du 503e régiment de chars de combat, un régiment de chars de 80 chars Leclerc comprenant deux groupes d'escadrons (GE).
Le 31 août 1994, le 501e régiment de chars de combat est dissous à Rambouillet. Simultanément, le groupe d'escadron 4e RD prenait l'appellation de groupe d'escadrons 501. Cette évolution faisait apparaître dans l'ordre de bataille de l'Armée de terre le 501e-503e régiment de chars de combat.
Le 23 juin 2009, le 503e GE est dissous et forme un quatrième escadron de combat au sein du 501e qui redevient le 501e RCC. Le régiment appartient dès lors à la 2e brigade blindée dont l'état-major est situé à Strasbourg depuis l'été 2010.

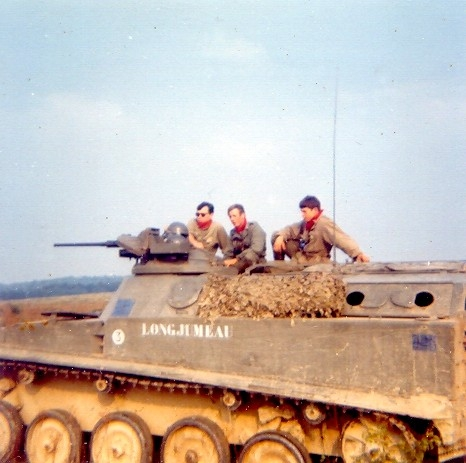
AMX13, Véhicule de Transport de Troupes, en 1972.
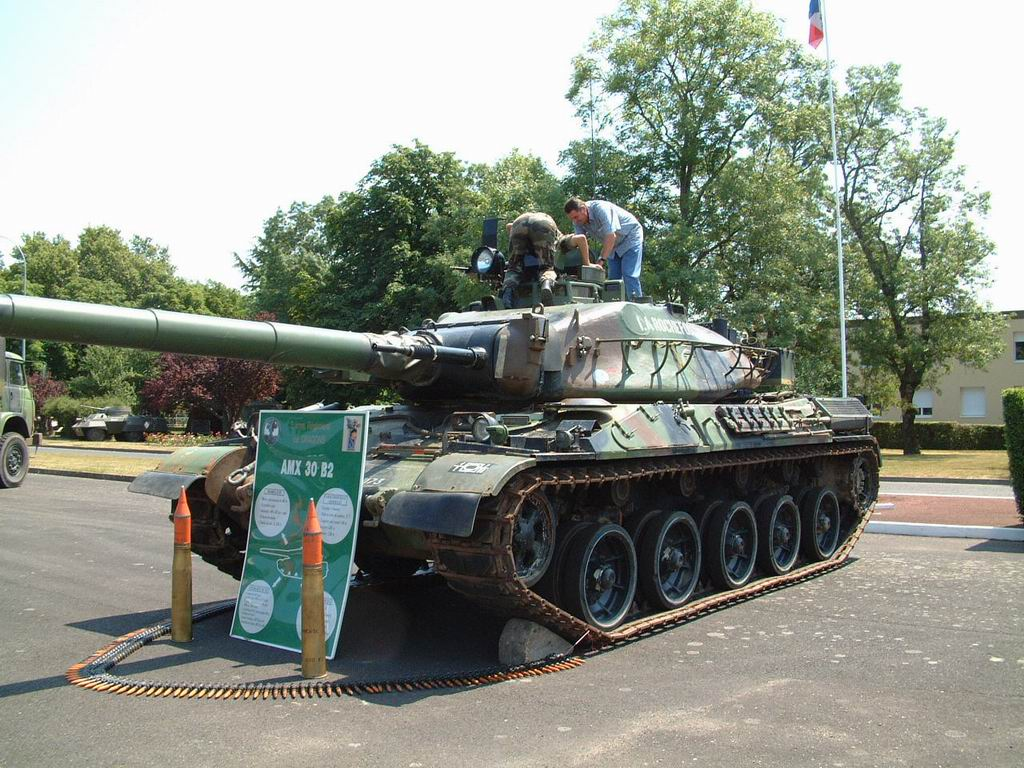
Un AMX-30B2.
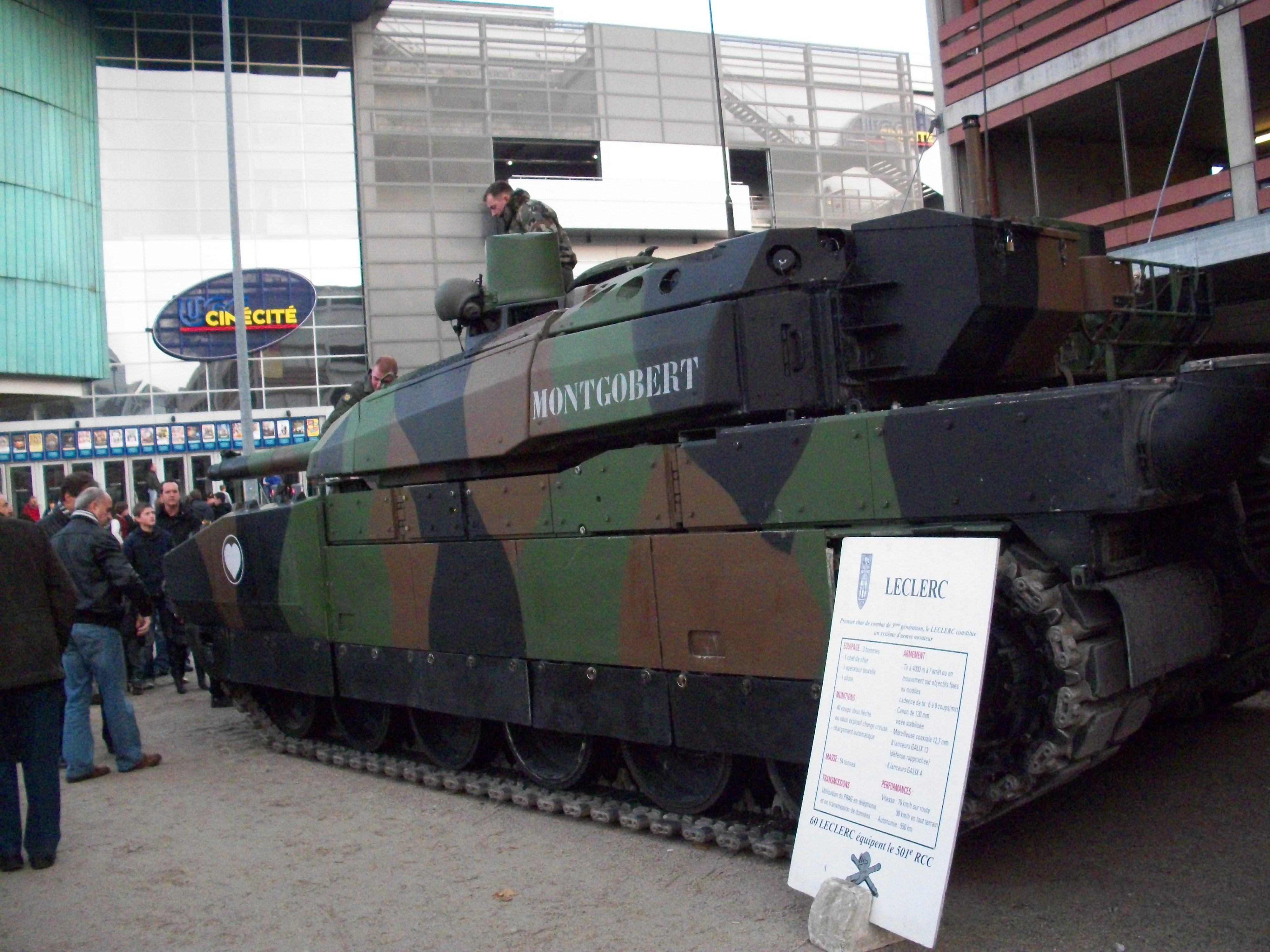
Présentation d'un Leclerc du 501e RCC à Strasbourg.
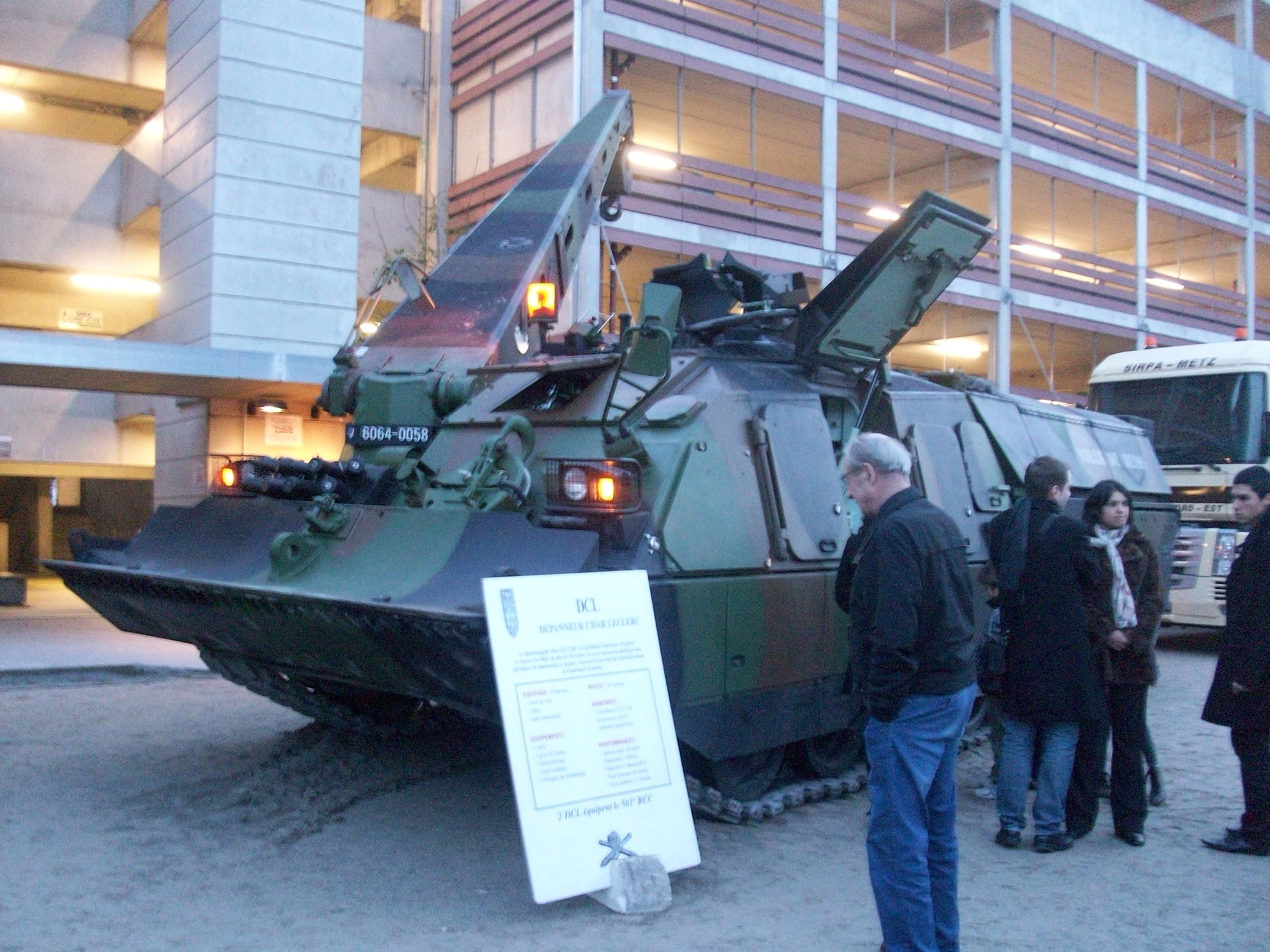
Un des 7 chars de Dépannage DNG/DCL du 501e RCC en 2010.

### Le régiment aujourd'hui

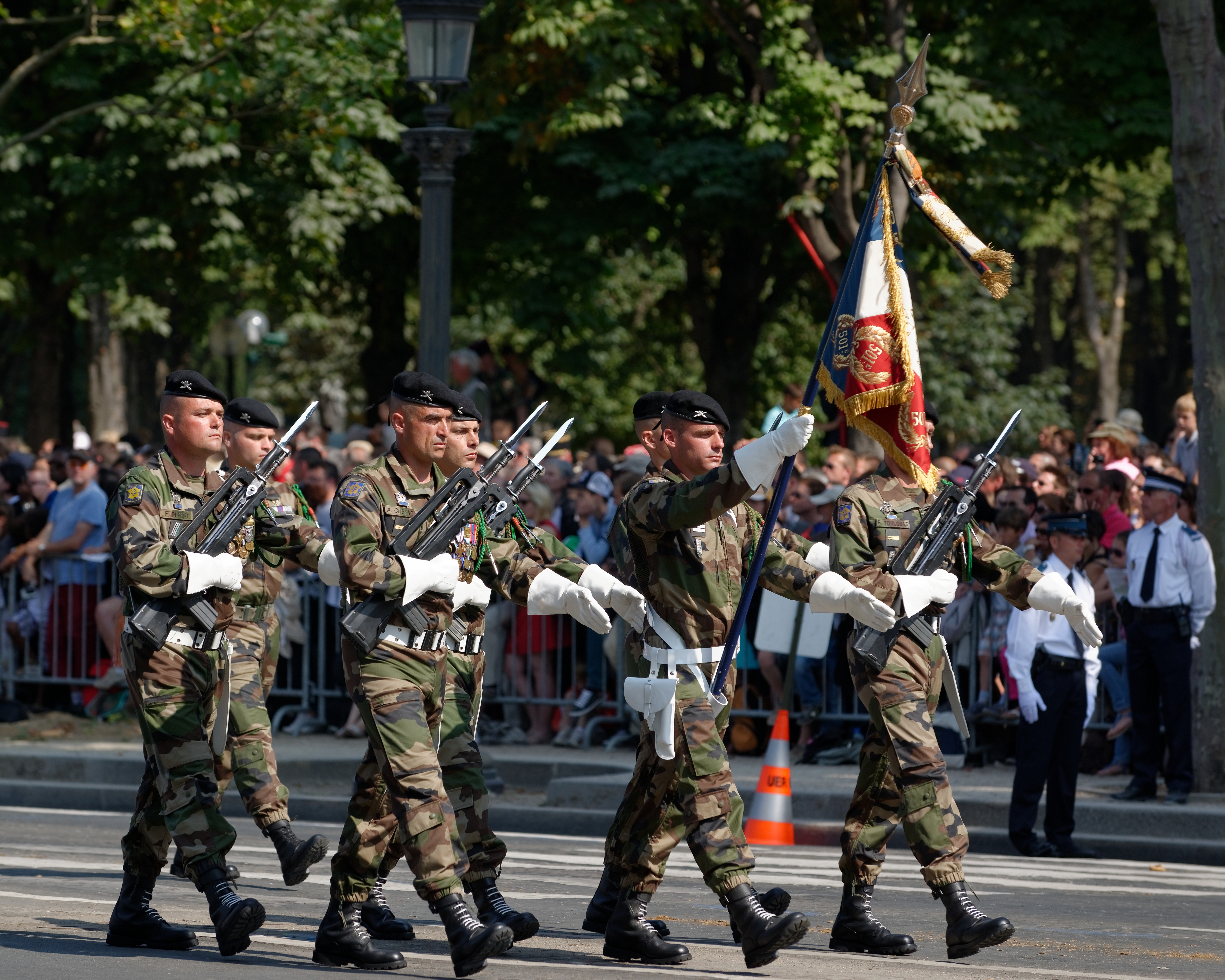
Garde à l'étendard du de chars de combat au défilé du 14 juillet 2013 sur les Champs-Élysées à Paris.

#### Subordinations
Le 501e RCC est actuellement subordonné à la 2e brigade blindée de la 3e division.

#### Composition
[Quand ?]
Le régiment compte actuellement 48 chars Leclerc, 500 blindés et véhicules divers et 820 hommes répartis dans 6 escadrons dont un escadron de réserve :
- 1 compagnie de commandement et de logistique appelée Compagnie Hors Rang(CHR) ;

- 3 escadrons de chars sur Leclerc (1re et 2e compagnie, et le 3e escadron) ;
- 1 escadron de reconnaissance et d'intervention (ERI) sur VBL 4e escadron) ;
- 1 escadron de réserve (6e escadron).

#### Matériels
- Chars Leclerc.

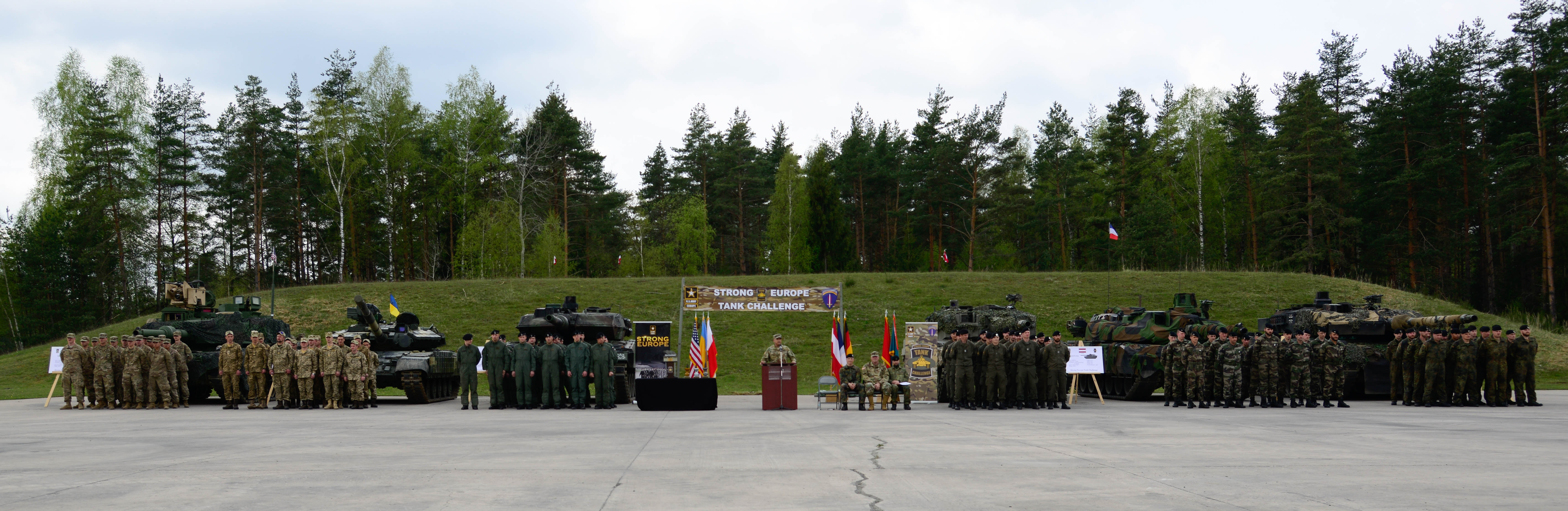
En 2017, un Leclerc lors du Strong Europe Tank Challenge.

- Véhicule blindé léger (VBL) Panhard.
- Véhicule de l'avant blindé (VAB).
- Véhicules de dépannage Porteur Polyvalent tout-terrain (PPT)
- Véhicule blindé de combat d'infanterie (VBCI)
- Masstech T4
- PPLOG

## Traditions

### Devise
« En tuer ! » ainsi que « 501, France libre ! »
Haka régimentaire : instauré par le chef d'escadron Bossut pour les tout premiers équipages de l'artillerie d'assaut, ce cri est une reprise d'un haka importé du Pacifique car Bossut pratiquait le rugby, à Roubaix, au début de l'année 1900.

#### Le Rique de Rick, le cri du 501
Ordre collectif : Garde à vous !
Question : « Attention pour le Rick ! 
 
Réponse collective : Prêt !
Question : Rick ! 

Réponse collective : Rick !
Question : Rick ! 

Réponse collective : Rick !
Question : Rique de Rick ! 

Réponse collective : Rique de rick !
Question : Houp la, houp la, hé ! 

Réponse collective : Houp la, houp la, hé !
Question : Aki, aka ! 

Réponse collective : Aki, aka !
Question : Kahi, kaha ! 

Réponse collective : Kahi, kaha !
Chant collectif : ha ! Ha ! Ha !
Question : Et par Saint-Georges ! 

Réponse collective : Vive la cavalerie !
Question : Et par le général Estienne ! 

Réponse collective : Vive les chars de combat ! »

### Insignes

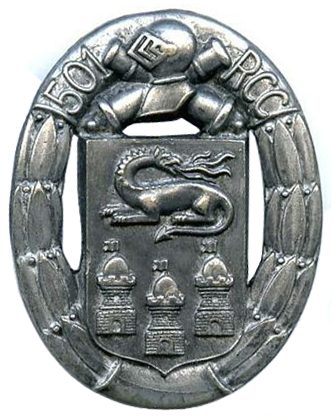
Insigne régimentaire, de 1935.

Le premier insigne, réalisé en 1935, reprend les armes de la ville de Tours (trois tours), avec les symboles des chars de combat : heaume et canons croisés et salamandre.
Le second insigne est dessiné fin 1943 à Témara et fabriqué par un artisan d'Alger début 1944. L'insigne (homologué H.297 en 1947) est ensuite produit en France par les entreprises Arthus Bertrand, Drago, Courtois et Mardini. Dans un écu (symbole du blindage), un chevalier cuirassé tient une épée en forme de croix de Lorraine, référence à la France libre. La lame de l'épée porte la devise « En tuer », qui disparait sur certaines fabrications d'après-guerre.

### Étendard
Il porte, peintes en lettres d'or dans ses plis, les inscriptions suivantes :
- l'Aisne 1918 ;
- Soissonnais 1918 ;
- Champagne 1918
- Belgique 1918 ;
- El-Alamein 1942 ;
- Paris 1944 ;
- Strasbourg 1944.

Dessin de l'avers du drapeau du 501e RCC.
Dessin du revers du drapeau, portant le nom des batailles.

### Citation
« Unité d'élite toujours prête à s'acquitter avec entrain des missions les plus difficiles, se reconstituant rapidement après le combat pour être prête à de nouveaux efforts. »

— NN, 1918 - AS 301, 302, 303.

« Glorieux régiment qui grâce à l'enthousiasme de ses engagés de France et à la valeur de ses vétérans des campagnes de 1940 de Norvège, du Moyen-Orient et de Tunisie, a réalisé de multiples faits d'armes. »

— Général de Gaulle, 1945.

### Décorations
Sa cravate est décorée :
- Croix de guerre 1914-1918 avec trois palmes et une étoile de vermeil au titre du 1er Bataillon de Chars Légers du 501° Régiment d'Artillerie Spéciale ;
- la croix de guerre 1939-1945 avec deux palmes ;
- La croix de la valeur militaire avec une étoile de vermeil (operation Sangaris) et une étoile de bronze (operation Barkhane) ;
- la croix de la Libération.

Le régiment est en droit de porter la Fourragère aux couleurs de la Croix de guerre 1914-1918 avec olive de la Croix de guerre 1939-1945 et de celle aux couleurs de la Croix de la Libération. Voir la liste des compagnons de la Libération.

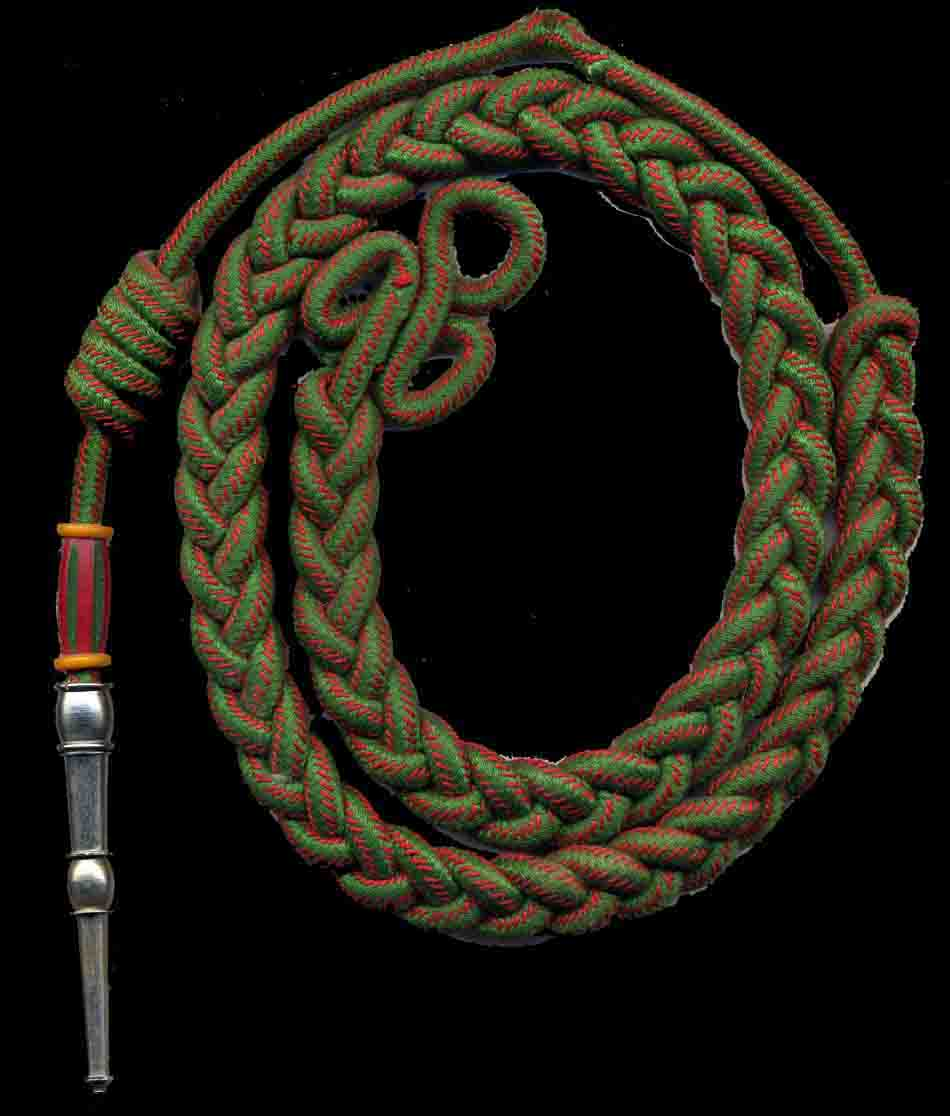
Fourragère aux couleurs du ruban de la Croix de guerre 1914-1918 avec olive aux couleurs du ruban de la Croix de guerre 1939-1945.
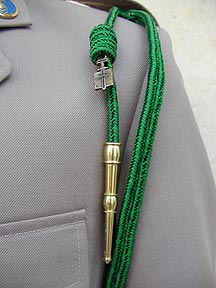
Fourragère aux couleurs du ruban de l'Ordre de la Libération.

Dans l'entre-deux-guerre, les unités suivantes portaient la fourragère aux couleurs du ruban de la Croix de Guerre 1914-1918 : 
- AS 301 : trois palmes ;
- AS 302 : trois palmes ;
- AS 303 : trois palmes ;
- AS 304 : deux palmes ;
- AS 305 : deux palmes ;
- AS 306 : deux palmes.

Les compagnies 307, 308 et 309 du 3e bataillon du 501e RAS ont obtenu la fourragère à l'ordre de la médaille militaire pour quatre citations à l'ordre de l'armée obtenues pour leur conduite devant l'ennemi.

### Chant
Dans le vent, la pluie et l'orage

Chevaux de fer monstres d'aciers canons pointés

Meilleur des chars toujours avec courage

Marche au combat sous les rafales avec fierté

(Premier refrain bis)

Au 501 soyons toujours fidèles

De la DB les cœurs plus valeureux

Faisant flotter cette devise belle

Nous resterons toujours fiers et heureux

Prends garde aussi devant sa lunette

Un jour tu passe il restera trois secondes

Pour qu'a jamais ta propre vie s'arrête

Le béret noir t'envoie dans l'autre monde

(Deuxième  refrain bis)

L'éternité te sera moins pénible

Tu te diras ce n'est pas le hasard

C'est sans retour si l'on devient la cible

Du 501 toujours premier des chars

Au baroud après la bagarre

Si tu reviens avant de partir au pays

Tête levée pense à ton étendard

Car son serment d'Afrique n'a plus jamais trahi

(Dernier refrain bis)

Pense à celui qui reste sur la piste

Dans la fournaise le cœur dans sa tourelle

S'en est allé la haut vers les tankistes

Pour que la vie soit ici moins cruelle

« Cinq cent un, le premier de tous les chars. »

## Personnalités ayant servi au sein du régiment
Unité faite compagnon de la Libération, le 501e RCC a compté dans ses rangs 18 officiers, sous-officiers et hommes de troupe  faits Compagnons de la Libération à titre individuel parmi lesquels 3 sont morts pour la France

### Compagnons morts pour la France
- Rodolphe Jaeger (1920-1944), Mort pour la France le 13 septembre 1944 à Dombrot-le-Sec
- Louis Michard (1914-1945), Mort pour la France le 28 janvier 1945 à Grussenheim
- Alfred de Schamphelaëre (1915-1944), Mort pour la France le 2 décembre 1944 à Herbsheim

### Autres compagnons
- Robert Abraham (1921-2004)
- Pierre Beaugrand (1910-1951)
- Jacques Blasquez (1912-1998)
- Alain de Boissieu (1914-2006)
- Jacques Branet (1915-1969)
- Georges Buis (1912-1998)
- Daniel Divry (1912-2001)
- Robert Galley (1921-2012)
- Jacques Hébert (1920-2018)
- André Janney (1905-1985)
- Alexandre Krementchousky (1905-1979), russe, naturalisé français en 1945
- Henri Malin (1912-2003)
- Raymond Meyer (1918-2002)
- Jean Nanterre (1907-1996)
- Jean Rosenthal (1906-1993)
- Roger Touny (1922-1991)

### Autres personnalités
- Jean Marais[21](1913-1998)
- Benoît Mollaret, aspirant au 501 RCC en 1984 (1959 - )

### Sources et bibliographie
- Historique du 501e régiment d'artillerie d'assaut pendant la guerre, Tours, R. Mame et fils, 1920, 48 p., lire en ligne sur Gallica.
- Olivier Froissant, Historique du 501e RCC pendant la Seconde Guerre mondiale
- Andolenko (général), Recueil d'historique de l'arme blindée et de la cavalerie, Paris, Eurimprim, 1968.
- Adrien Bélanger, Auteur en autoédition -  (ISBN 2-9523027-1-5), 344 pages A5 - dépôt légal de septembre 2005 - Pour aller délivrer mes frères - Louis Michard (Chamblet, Allier [1914]- Grussenheim, Alsace [1945]- Compagnon de la Libération - 501e RCC de la 2e DB).
- 501e régiment de chars de combat. Le chemin le plus long Chronique de la compagnie de char de combat du général de Gaulle (1940-1945). (Éditions Maisonneuve & Larose)
- Avec les chars d'assaut Marcel Fourier. Hachette, 1919 (Témoins, p. 308-310)
- Sturmpionier - Passion histoire et militaria guerre 14-18. Au sommaire du numéro 52 (février/mars/avril 2011).